# 於姓
於（读音：Yū）是中國姓氏之一，較罕見。

## 区别自“于”姓
「於」字在中國大陸《第一批異體字整理表》中曾被視作「于」的異體字廢除，但後來發現有人以之為姓，於1988年恢復為規範字。
“於”作为姓氏在轉換为简体中文的时候，不应轉換为“于”，以与姓相区别。相應地，“于”姓在轉換为繁体中文的时候，也不应写成“於”。

## 起源
據《世本》載，黃帝時有臣子名則，發明了用麻編織的鞋子履，結束了古人光著腳的歷史，因功大被封於「於」（今河南內鄉），稱為於則。於則的子孫後代以封地為姓，稱為於氏。通常認為，於則是於姓的始祖。

## 讀音
「於」是一个多音字。「於」字當作姓氏使用時，在台湾标准读音为「ㄩˊ/yú」，而在中国大陆标准读音为「yū/ㄩ」。

## 延伸阅读
[在维基数据编辑]
 《百家姓》
 《欽定古今圖書集成·明倫彙編·氏族典·於姓部》，出自陈梦雷《古今圖書集成》